# Aber Wrac'h
L'Aber-Wrac'h è un fiume costiero e poi, nella sua parte a valle, un ría del Léon nel nord-ovest del Finistère, in Bretagna. Si tratta del più lungo (33 km) e del più settentrionale ría della Costa degli Aber. Aber-Wrac'h è anche il nome di una frazione di Landéda, che ospita il porto omonimo.

## Toponimia

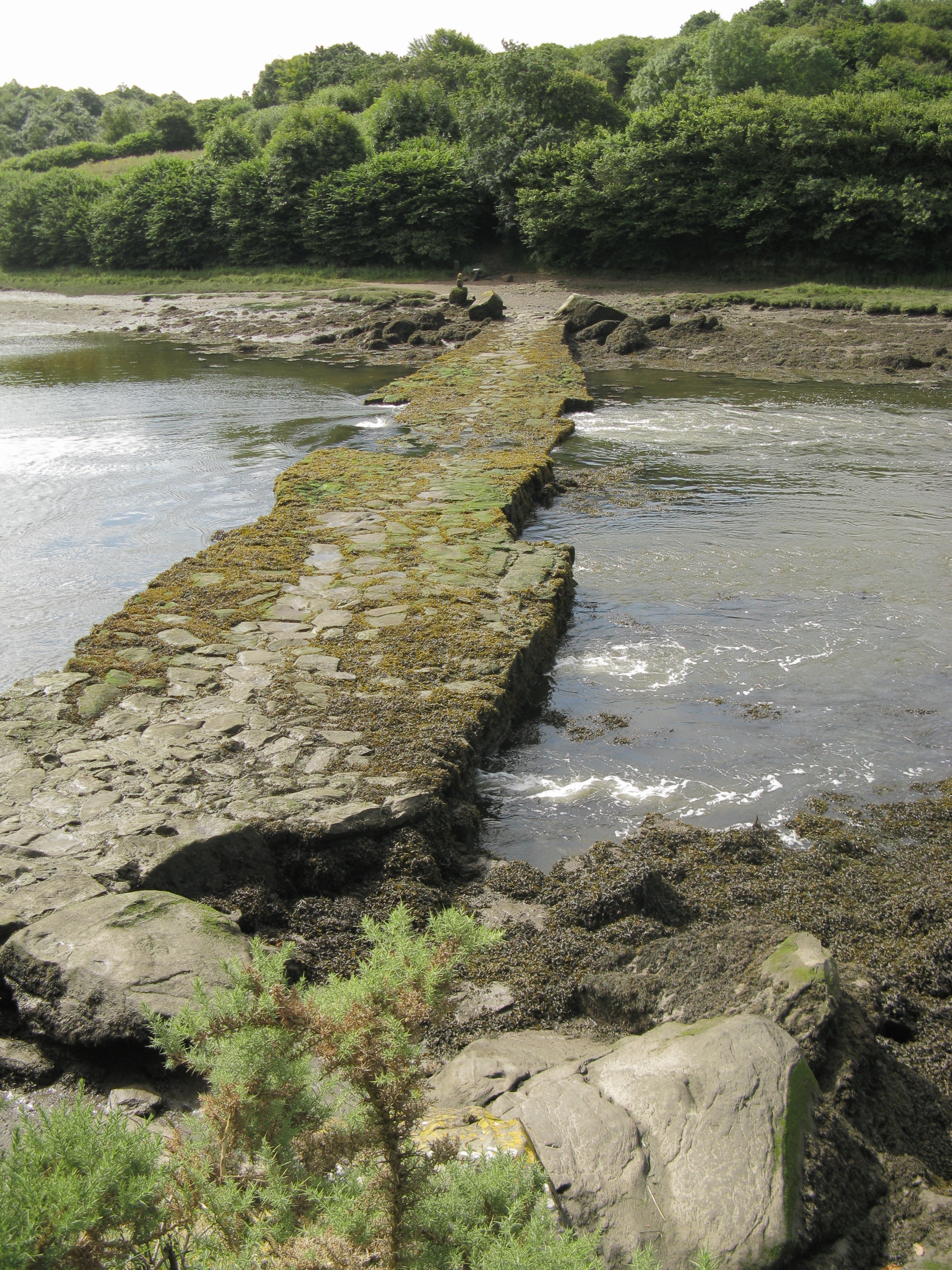
Il Ponte del Diavolo

Le forme antiche attestate sono: portu qui Achim (XI secolo), abergroach (1521), Abrah (1543), Abrah (1548), Obenrac (1585), Obeurac (1608), Breurac (1625), Obrurac (1629-1631), Abrirac (1635), Rivière de Wrakh (1636), Abrirac (1660), Aberache (1706), LAberache (1720), Abergrach (1721-1745), Obreverac (1763), Baie d'Obreverac (1763), Havre de l'Abbrevrak (1764), Havre de l'Abbre Vrak (1773), Abreverac (XVII-XVIII secolo), Abervrach (1832), l'Aber-vrac'h (1842), Le Vrac'h Rivière (1842), l'Abervrac'h (1843), L'Aberwrac'h (1889).

## Geografia

### L'Aber
Le sorgenti dell'Aber-Wrac'h si trovano fra Trémaouézan e Saint-Thonan e in gran parte a Ploudaniel, nel quartiere di Lestréonec ove si contano non meno di quattro sorgenti.
La maggior parte dell'Aber-Wrac'h è un ri a  o aber che si getta nel Mar Celtico.
L'Aber-Wrac'h bagna Ploudaniel, Le Folgoët, Lannilis e Plouguerneau e termina il suo corso con un lungo estuario, un ri a  o aber, tra la penisola di Santa Margherita (Landéda) e il faro dell'Isola Vergine.
L'Aber-Wrac'h cessa d'essere navigabile all'altezza di Paluden, a 4&sbnp; km circa all'interno delle terre. Per il passaggio, i battelli che fanno servizio a Plouguerneau e Lannilis, scaricano i loro carichi in questo punto, ov'è stata allestita una cala. Questa cala è sempre utilizzata per lo sbarco dei carichi di legname dall'Europa del Nord. Il ponte sospeso di Paluden consente di congiungere le due rive ed è ormai "raddoppiato" da un altro ponte di recente costruzione, posto più a monte.

### Le isole dell'Aber Wrac'h

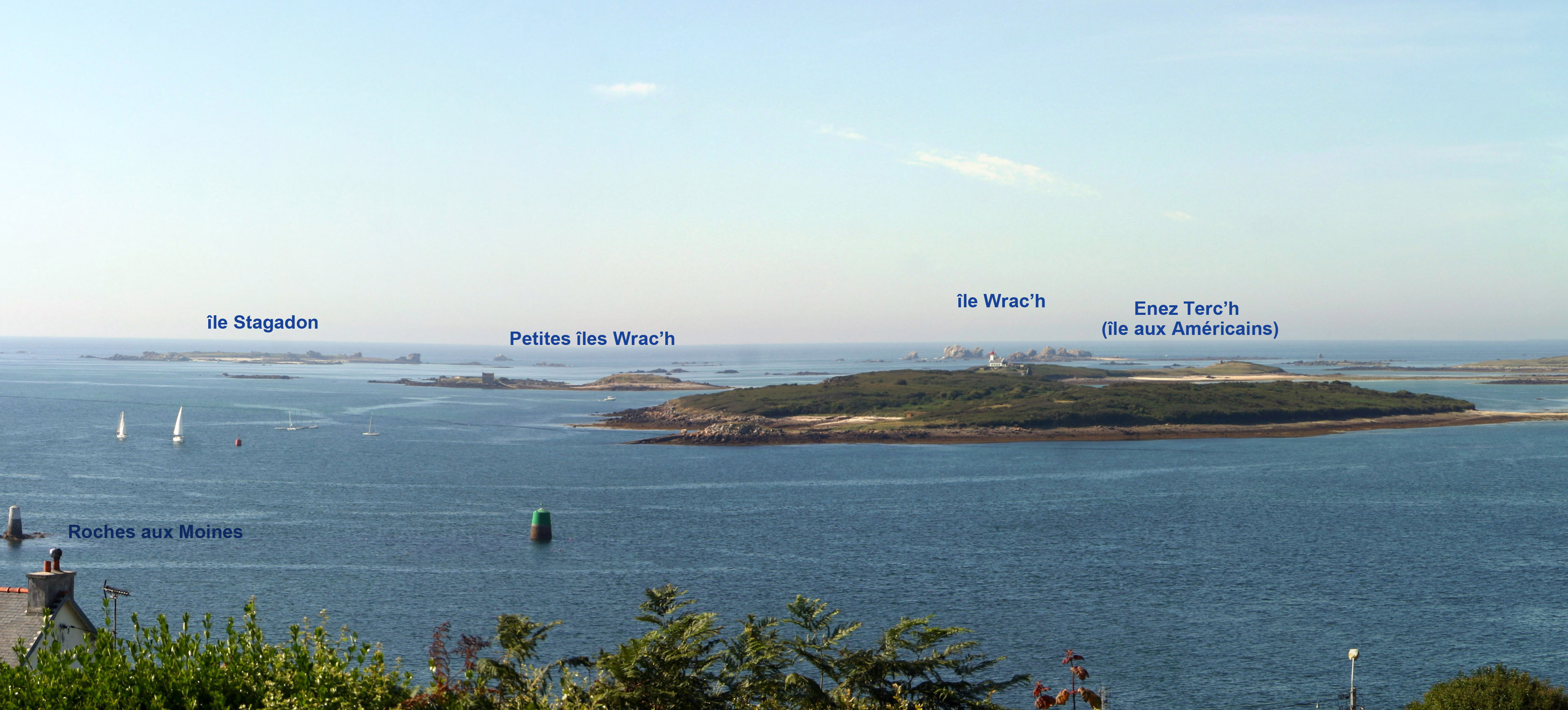
Le isole

Esse sono anche dette "arcipelago delle isole di Lilia" (Lilia: nome d'un sobborgo di Plouguerneau).
- Isola di Cézon et son Fort
- Isola di Wrac'h
- Isola di Stagadon
- Isola di d'Erch
- Isola di de la Croix

La storia e il patrimonio di queste isole può essere consultato sul sito di Patrimoine des Abers.